# PPGインダストリーズ
PPGインダストリーズ（PPG Industries）はアメリカ合衆国の化学メーカーの一つで、本社はペンシルベニア州ピッツバーグにある。1883年に創業したピッツバーグ板ガラス（Pittsburgh Plate Glass Co.）が前身。

## 概要
アメリカを代表するガラスメーカー・化学メーカーの一つ。自動車用の塗料や窓ガラスでは大手の部類に属する。創業時から当面は地元ピッツバーグのメロン財閥から融資を受けた。燃料も地元の天然ガスを使って、世界最初の板ガラス工場を経営した。1900年までにトラストを形成した。
1990年、エシロールとのジョイント・ベンチャーTransitions Optical を設立。
2008年、コールバーグ・クラビス・ロバーツから派生したコールバーグ商会へガラス部門株式の支配的割合を売却。
2013年、アクゾノーベルの北米建築塗装部門を買収。
米国内に約50の製造施設があり、全世界に108の子会社と合弁会社、関連会社を擁し、アルゼンチン・オーストラリア・ブラジル・カナダ・中華人民共和国・イギリス・フランス・ドイツ・インド・アイルランド・イタリア・マレーシア・メキシコ・オランダ・フィリピン・大韓民国・スペイン・台湾・タイ・トルコ・ベネズエラにも製造拠点を持つ。
日本法人のPPGジャパンは東京都渋谷区にあるが、国内に製造拠点はない。
板ガラス部門は、伊藤忠商事との合弁会社であるPPG-CI(2009年清算)が東京都港区にある。

## 主な製品
- 塗料

（電着塗料、粉体塗料、水性塗料等）
- シーリング剤
- 接着剤
- 金属前処理剤
- 板ガラス、加工ガラス製品
- グラスファイバー
- ファインケミカル